# Passeport russe
Le passeport russe est un document de voyage international délivré aux ressortissants russes, et qui peut aussi servir de preuve de la citoyenneté russe (en dehors de la fédération de Russie). Le passeport est délivré par le Service fédéral de migration (FMS). La durée de validité est de dix ans. Ce passeport est aussi appelé le « passeport international » pour le distinguer du passeport national.

## Liste des pays sans visa ou visa à l'arrivée
- Russie
- Le passeport intérieur est suffisant
- Sans visa
- Visa à l'arrivée
- Visa limité à l'arrivée

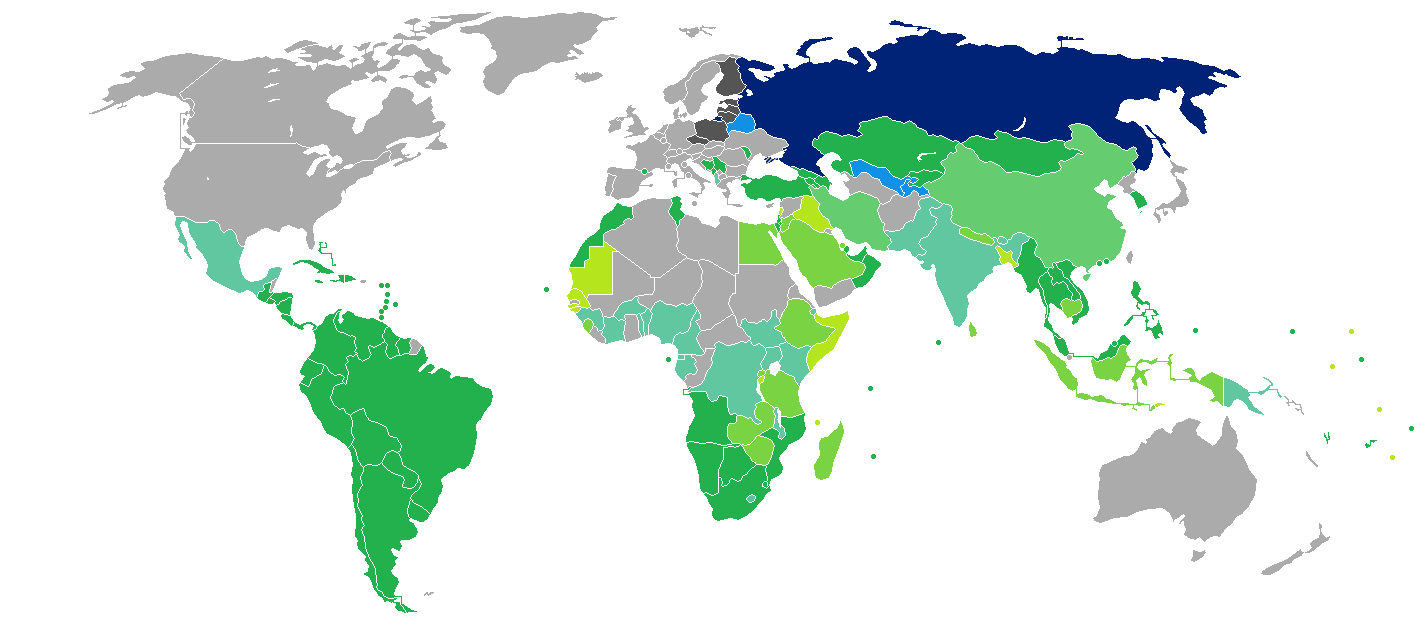
Pays et territoires avec des entrées sans visa ou un visa-sur-arrivée pour les titulaires de passeports russes réguliers
Russie
Le passeport intérieur est suffisant
Sans visa
Visa à l'arrivée
Autorisation électronique ou eVisa
Visa nécessaire avant l'arrivée

## Liste des pays où il est interdit
- Estonie (https://www.la-croix.com/amp/1201231217)